# Serie A 2004 (pallapugno)
La Serie A 2004 è stata la 83ª edizione del massimo campionato italiano di pallapugno maschile.

## Squadre partecipanti
| Club                                       | Capitano             | Città                                      |
| ------------------------------------------ | -------------------- | ------------------------------------------ |
| Mokafè Albese                              | Giuliano Bellanti    | Alba (CN)                                  |
| Termosanitari Cavanna Augusto Manzo        | Roberto Corino       | Santo Stefano Belbo (CN)                   |
| Ceva                                       | Gianluca Isoardi     | Ceva (CN)                                  |
| Conad Imperiese                            | Flavio Dotta         | Dolcedo (IM)                               |
| Centro Esse Sisea Monticellese             | Alberto Sciorella    | Monticello d'Alba (CN)                     |
| Bcc Pianfei e Rocca de' Baldi Pro Paschese | Alessandro Bessone   | Madonna del Pasco (Villanova Mondovì) (CN) |
| Tecnogas Pro Pieve                         | Mariano Papone       | Pieve di Teco (IM)                         |
| Caffè Rossini Banca d'Alba Ricca           | Riccardo Molinari    | Ricca di Diano d'Alba (CN)                 |
| Olio Isnardi San Leonardo                  | Alessandro Trincheri | Imperia                                    |
| Acqua Sant'Anna Subalcuneo                 | Paolo Danna          | Cuneo                                      |

## Squadra Campione d'Italia
Acqua Sant'Anna Subalcuneo
- Battitore: Paolo Danna
- Spalla: Michele Giampaolo
- Terzini: Claudio Boetti, Marco Unnia